# PGC 1234125
LEDA/PGC 1234125 ist eine  Galaxie im Sternbild Jungfrau auf der Ekliptik, die schätzungsweise 1,25 Milliarden Lichtjahre von der Milchstraße entfernt ist.
Im selben Himmelsareal befinden sich u. a. die Galaxien NGC 4544, NGC 4587, NGC 4600, NGC 4636.